# 志摩屋鉄弥
志摩屋 鉄弥（しまや てつや、生没年不詳）とは江戸時代末期の江戸の地本問屋。

## 来歴
玉章堂、玉昇堂と号す。しま鉄（しま銕）と略称する。天保から文久年間に江戸の霊岸島川口町忠兵衛店、後に嘉永7年（1854年）11月に同塩町庄兵衛店で、文久1年（1861年）6月に新肴場三郎兵衛受負地又吉店において地本問屋を営業している。歌川芳虎、豊原国周の錦絵を出版している。

## 作品
- 歌川芳虎 「阿蘭陀船の図」 大判 錦絵 文久2年
- 歌川芳虎 「英吉利船の図」 大判 錦絵 文久2年
- 豊原国周 「花揃見立六歌仙」[3] 錦絵